# Winter-Universiade 2015/Snowboard
Bei der Winter-Universiade 2015 wurden acht Wettkämpfe im Snowboard ausgetragen.

## Bilanz

### Medaillenspiegel
| Platz  | Land               | Gold | Silber | Bronze | Gesamt |
| ------ | ------------------ | ---- | ------ | ------ | ------ |
| 1      | Schweiz            | 2    | –      | 2      | 4      |
| 2      | Deutschland        | 1    | 1      | –      | 2      |
| 3      | Tschechien         | 1    | –      | 1      | 2      |
| 4      | Bulgarien          | 1    | –      | –      | 1      |
| 4      | China              | 1    | –      | –      | 1      |
| 4      | Japan              | 1    | –      | –      | 1      |
| 4      | Russland           | 1    | –      | –      | 1      |
| 8      | Vereinigte Staaten | –    | 2      | 1      | 3      |
| 9      | Frankreich         | –    | 1      | 2      | 3      |
| 10     | Österreich         | –    | 1      | 1      | 2      |
| 11     | Polen              | –    | 1      | –      | 1      |
| 11     | Spanien            | –    | 1      | –      | 1      |
| 11     | Südkorea           | –    | 1      | –      | 1      |
| 14     | Italien            | –    | –      | 1      | 1      |
| Gesamt | Gesamt             | 8    | 8      | 8      | 24     |

### Medaillengewinner

#### Männer
| Disziplin             | Gold            | Silber              | Bronze          |
| --------------------- | --------------- | ------------------- | --------------- |
| Halfpipe              | Ayumu Nedefuji  | Zachary Black       | Broc Waring     |
| Slopestyle            | Petr Horák      | Piotr Janosz        | Martin Mikyska  |
| Parallel-Riesenslalom | Daniel Weis     | Choi Bo-gun         | Alexander Payer |
| Snowboardcross        | Nikolai Oljunin | Alessandro Hämmerle | Nathan Birrien  |

#### Frauen
| Disziplin             | Gold               | Silber            | Bronze        |
| --------------------- | ------------------ | ----------------- | ------------- |
| Halfpipe              | Cai Xuetong        | Queralt Castellet | Carla Somaini |
| Slopestyle            | Celia Petrig       | Courtney Cox      | Marion Haerty |
| Parallel-Riesenslalom | Patrizia Kummer    | Selina Jörg       | Nadya Ochner  |
| Snowboardcross        | Alexandra Schekowa | Chloé Trespeuch   | Simona Meiler |